# 인터넷 검열 우회
인터넷 검열 우회(Internet censorship circumvention)란 인터넷 검열을 우회하기 위해 다양한 방법과 도구를 사용하는 것이다.
이러한 검열을 우회하는 기술에는 여러 가지가 있으며 각 기술에는 사용 용이성, 속도 및 보안 위험과 관련된 고유한 문제가 있다. 일반적으로 사용되는 도구의 예로는 여러 유형의 보호 장치를 우회하기 위해 다양한 접근 방식을 결합한 Lantern 및 Psiphon이 있다. 대체 DNS 서버 사용과 같은 일부 방법은 사용자가 사이트에 액세스하는 동안 덜 정교한 차단 도구를 회피하기 위해 허위 주소 또는 주소 조회 시스템을 사용한다. 이 방법의 단점은 많은 검열관이 DNS 외에 제한된 도메인의 IP 주소를 차단하여 우회가 효과적이지 않다는 것이다. 다른 도구는 동일한 검열법에 속하지 않는 다른 관할권의 프록시에 대한 터널 네트워크 트래픽을 우회한다. 플러그형 전송, 트래픽 가리기, 웹 사이트 미러 또는 아카이브 사이트와 같은 기술을 사용하면 인터넷 검열이 적용되는 지역 내에서 다른 위치에서 사용할 수 있는 사이트 사본에 액세스할 수 있다.
검열관과 우회 소프트웨어 개발자 사이에 군비 경쟁이 전개되어 검열관은 더욱 정교한 차단 기술을 사용하고 도구 개발자는 탐지하기 어려운 도구를 개발하게 되었다. 우회 도구의 채택 추정치는 상당히 다양하며 논쟁의 여지가 있지만 월간 활성 사용자 수는 수천만 명에 달하는 것으로 널리 알려져 있다. 채택 장벽에는 유용성 문제, 우회에 대한 신뢰할 수 있고 신뢰할 수 있는 정보를 찾는 어려움, 검열된 콘텐츠에 대한 액세스에 대한 욕구 부족, 법률 위반으로 인한 위험 등이 포함될 수 있다.

## 같이 보기
- 콘텐츠 통제 소프트웨어
- 크립토아나키즘
- 사이퍼펑크
- 전자 프런티어 재단
- 정보의 자유
- 언론의 자유
- 만리방화벽
- 인터넷 프라이버시
- 메시 망